# 喀喇昆仑山口
喀喇昆仑山口是位于喀喇昆仑山脉的一座山口，海拔5,540米或18,176英尺，在中国和印度的边界上。历史上是来往塔里木盆地莎车与拉達克列城之间商路中最高的一座山口。喀喇昆仑在突厥语中意为黑色卵石。
由于高海拔和补给缺乏，路边几乎没有植被，历史上路过该地的商队牲畜的死亡致使路途白骨遍野，成为该山口最令人印象深刻的特点之一。上从北面到山口，首先沿古代塔里木盆地到西藏的桑珠古道上行。途中翻越海拔5364米的桑株达坂，沿喀拉喀什河谷到今新藏公路上的赛图拉镇。在此与去西藏的路分叉，向南通过比较容易的Suget Pass (36°09′33″N 78°00′32″E / 36.15917°N 78.00889°E)，最后达到喀喇昆仑山口。而从南面到山口前要穿越海拔5300米的達普桑盆地，约需3天时间。:216
喀喇昆仑山口夹在两山山峦之间，约45米宽。因为常年强风无冰雪覆盖。气温很低，暴风雪频繁，但尽管如此喀喇昆仑山口仍然被认为是相对容易通过的，因为两边地势均是缓慢升高，且无冰雪封山，一年中大部分时间可通过。:28现在，这段中印边界是关闭的。中国一侧从新藏公路到山口下的神仙湾哨所修有公路。

## 边界问题
喀喇昆仑山口在中国新疆和印控克什米尔的边界上，其正西边正是印巴争议的锡亚琴冰川。1963年中国和巴基斯坦的边界协定提到边界终于喀喇昆仑山口，因此该地是一个潜在的三国边界交点。但印度不承认该协定，也不承认其中规定的喀喇昆仑走廊归属中国的条款，而且自1984年后锡亚琴冰川由印度控制。目前事实上的三边交界点则在此地以西100公里的因地拉科山口。